# H-Blockx
Az H-Blockx egy német származású crossover rockegyüttes, amely 1990-ben alakult Münsterben. Mindeddig hét stúdióalbumuk, egy koncert-, egy válogatás- és egy filmzene-albumuk jelent meg.

## Történet
A zenekart egykori iskolatársaival Henning Wehland énekes alapította 1990-ben a vesztfáliai Münster városában.
Első sikerüket az 1993-ban kiadott „Risin' High“ kislemez jelentette, mellyel gyorsan ismertté váltak. Az 1994-ben kiadott első nagylemez („Time To Move“) pedig 62 hétig tartotta magát a német slágerlistán, ezzel nemcsak az év német lemezévé vált, hanem egyben több mint 750.000 eladott példánnyal aranylemezzé is avanzsált. A zenekart a Music Television 1994. évi európai zenei díjátadóján ezek nyomán joggal tüntették ki a „German Local Hero“ díjjal.
Miután a német VIVA televízió Comet-gáláján 1995-ben elnyerték a legjobb német videó díját, egész Európát bejárták turnéjukkal. Majd az 1996-os „Discover My Soul“ lemez megjelenését követően a Bon Jovi előzenekaraként játszottak.
Az 1998-as „Fly Eyes“ lemezük turnéja egybekapcsolódott a Vans Warped Tour európai állomásaival, mellyel Magyarországon is felléptek (többek között a Bad Religion, Die Toten Hosen vagy a The Specials társaságában).
Időközben megtörtént az első tagcsere is a zenekar életében. Az alapító négyes (Henning Wehland, Tim „Tinte“ Humpe, Stephan „Gudze“ Hinz és Johann–Christoph „Mason“ Maass) és az 1992-ben hozzájuk csatlakozó Dave Gappa alkotta zenekarból 1997-ben személyes és egészségügyi okokból kilépett a dobos Mason, helyére két évre Marco Minnemann került, akit végül Steffen Wilmking váltott.
1999-ben a kvintett nemcsak az év német filmjének kikiáltott Bang Boom Bang filmzenéjét írta meg, hanem egyben a Warped Tour amerikai állomásain is részt vett (többek között Eminem, Ice-T, a blink-182 és a Suicidal Tendencies mellett). Az Egyesült Államokban sikereiket jól jelezte, hogy a World Wrestling Federation 1999. évi hivatalos kiadványának címadó dalát is ők írhatták („Oh Hell Yeah“), majd a Biohazard társaságában újabb amerikai turnéra indultak.
Noha 2000 októberében a rapper-énekes Dave Grappa elhagyta a zenekart (és rövid időre Steffen Wilmking dobos helyére Martin „Dog“ Kessler került), újabb sikert jelentett, hogy Get in the Ring című számukat a német boksz-világbajnok Sven Ottke hivatalos bevonulási zenéjévé választotta. Időközben rendszeres fellépői a német Rock am Ring és Rock im Park fesztiváloknak, élő koncertjeiket hatalmas energia és rendkívül igényes zenei kivitelezés jellemzi. Sőt addigi egyetlen hivatalos dalfeldolgozásukat, a Johnny Cash eredetijéből Dr. Ring-Ding segítségével készített Ring of fire-t maga a nagy country-énekes is dicsérettel illette és megelégedéssel fogadta. Hasonló sikert könyvelhettek el az egykori Snap! sláger átdolgozásával (The Power), melyben Turbo B, az 1990-es sikerdal eredeti rappere is újonnan szerepelt.
2004-ben nemcsak új lemezzel („No Excuses“), részben megváltozott, egyes vélemények szerint érettebb stílussal és hangzással, de az eddigi pályafutásukat összegző válogatáslemezzel („More Than A Decade“) is jelentkezett az H-Blockx. Köszönhető ez az ebben az évben bekövetkezett kiadóváltásnak is: az eddigi BMG/Gun Records helyett a független berlini X-Cell Records kiadóhoz szerződtek. Közben elérték zenei karrierjük 1300. koncertfellépését.
A zenekar tizenötödik születésnapját pedig szülővárosukban, Münster főterén egy nagyszabású ingyenes koncerten ünnepelte 2005. május 7-én.
Hatodik stúdiólemezük („Open Letter To A Friend“) kiadása kapcsán a menedzsment és a zenekar között komoly feszültségek jelentkeztek. A rendkívül személyes hangvételű, letisztult hangzású, ugyanakkor egyes kritikai hangok szerint a zenekarra nem jellemző emo stíluselemet is hordozó lemezzel kapcsolatban a zenekar tagjai „teljes kreatív és pénzügyi felelősséget“ vállaltak. Mindezt egy fogadással is egybekötötték: a zenekar a marketing-költségeket is viselné, ha nem tud az új videó-klipje („Countdown To Insanity“) a you tube videó-megosztón legalább 100.000 nézőt és a kislemez egy német top 10-es slágerlista-helyet elérni. Már 2007 augusztusában bejelentették - hogy mindenféle hivatalos reklám nélkül is - a klip elérte a 100.000 videónézőt; a zenekar a megnyert fogadást egy ingyen-koncerttel ünnepelte Münsterben, melyhez színpadul saját turnébuszuk szolgált.
Az 'Open Letter To a Friend' lemez promóciós turnéjával hazánkba is ismételten ellátogattak, 2007. november 16-án az A38 hajó színpadán léptek fel igazi "házibuli"-hangulatú koncertjükkel. Ezt követően az együttes tagjai saját projektjeikkel voltak elfoglalva, mindenekelőtt Henning Wehland énekes volt tevékeny a rockzenei közegtől kisebb távolabb álló Söhne Mannheims együttes egyik dalnokaként.
Hosszú hallgatást követően a zenekar 2011-ben ismét stúdióba vonult, ahol igen rövid idő alatt rögzített jó pár új szerzeményt. "Döntő volt az a kérdés, hogy van-e elég energiánk újra közösen dalokat írni és ezt az energiát át tudjuk-e adni a lemezen" - nyilatkozták az új album kapcsán. A lemezkiadás nehézségeit a rajongók segítségével hidalták át és előjegyzést vettek fel az új albumra, illetve különböző érdekességeket és ritkaságokat kínáltak fel a lemezt pénzügyileg is támogatók számára. A kísérletet teljes siker koronázta, így 2012. május 25-én megjelent az együttes hetedik stúdiólemeze HBLX címmel.

## Diszkográfia

### Stúdiólemezek
- 1994: Time To Move
- 1996: Discover My Soul
- 1998: Fly Eyes
- 2002: Get In The Ring
- 2004: No Excuses
- 2004: More Than A Decade Best Of H-BLOCKX
- 2007: Open Letter To A Friend
- 2012: HBLX

### Filmzene
- 1999: Bang Boom Bang - Soundtrack

### Koncertlemez
- 2002: Live

### Hivatalos DVD kiadványok
- 2002: Live
- 2004: More Than A Decade Best Of H-BLOCKX

### Kislemezek
- 1993: Risin' High
- 1994: Move
- 1995: Risin' High - New Version
- 1995: Go Freaky
- 1995: Little Girl
- 1996: How Do You Feel?
- 1996: Step Back
- 1997: Gimme More
- 1998: Take Me Home
- 1998: Fly
- 1999: Time Of My Life
- 2000: Ring Of Fire
- 2001: C'mon
- 2002: The Power
- 2002: Get In The Ring
- 2002: Little Girl - Live / Promo Single
- 2004: Leave Me Alone!
- 2004: Celebrate Youth
- 2007: Countdown To Insanity
- 2012: Hi Hello